# Fjordreje
Fjordreje eller Roskildereje (Palaemon adspersus) er en art i familien Palaemonidae i underordenen ægte rejer. Den er almindelig i Østersøen og fiskes i Danmark. Den bliver op til 7 centimeter lang og lever i bændeltang-lejer.

## Udbredelse
Palaemon adspersus er sjældent forekommende i det meste af nord-vest Europa, men rejen har en fremtrædende rolle for rejefiskeriet nær Danmarks kyster. I Østersøen kan den tolerere et saltindhold så lavt som 5 promille (‰), men den overvintrer på dybere og mere saltholdigt vand på afstand af kysten. I Danmark er P. adspersus tæt knyttet til almindelig bændeltang (ålegræs). I områder uden ålegræs erstattes den af tangreje (Palaemon elegans).